# 甜笋竹
甜笋竹（学名：[Phyllostachys elegans] 错误：{{Lang}}：文本有斜体标记（帮助））为禾本科刚竹属下的一个种。

## 扩展阅读
- 維基物種上的相關：甜笋竹